# Український Бескид (тижневик)
«Український Бескид» — католицький тижневик монархічно-гетьманського напряму, виходив у Перемишлі 1933 — 1939 (як продовження газети «Бескид») за фінансовою допомогою єпископа Й. Коциловського; видавець Д. Ґреґолинський, редактор Ю. Костюк.